# Diphasiastrum henryanum
Diphasiastrum henryanum är en lummerväxtart som först beskrevs av E. Brown och F. Brown, och fick sitt nu gällande namn av Josef Holub. Diphasiastrum henryanum ingår i släktet Diphasiastrum och familjen lummerväxter. Inga underarter finns listade i Catalogue of Life.